# Arne Duncan
Arne Starkey Duncan (Chicago, 6 novembre 1964) è un politico e docente statunitense, membro del Partito Democratico e segretario dell'istruzione nella presidenza Obama dal 2009 al 2016.

## Biografia
Duncan è figlio di Starkey Duncan, un insegnante di psicologia e di Susan Duncan, fondatrice di un'organizzazione no-profit, il Centro per l'infanzia Sue Duncan.
Duncan frequentò Harvard, dove si laureò Magna cum laude con un bachelor degree in sociologia.
In seguito, fu nominato Soprintendente delle Scuole Pubbliche di Chicago dal sindaco Richard M. Daley e infine ha ottenuto l'incarico di segretario dell'Istruzione nella presidenza Obama. 
Il 2 ottobre 2015, Duncan ha annunciato che si sarebbe dimesso alla fine del 2015, per essere sostituito da John King Jr. I media statunitensi hanno affermato che il suo mandato è stato segnato dalla "volontà di tuffarsi frontalmente nel acceso dibattito sul ruolo del governo nell'istruzione".
Appassionato di basket ha partecipato dal 2012 al 2014 al NBA All-Star Weekend Celebrity Game.